# Maciej Błażejewski
Maciej Mateusz Błażejewski (ur. 20 września 1831 w Warszawie, zm. 18 października 1897 w Minusińsku) – działacz robotniczy i niepodległościowy, czeladnik stolarski.

## Życiorys
Pochodził z rodziny szlachty zagrodowej pieczętującej się herbem Trzaska, od wieków związanej z okolicami Warszawy. Był synem Wojciecha Stanisława Błażejewskiego (ur. 1793), żołnierza 4 Pułku Piechoty Liniowej (Czwartaków) i Franciszki z Radzikowskich.
Dn. 7.10.1855 ożenił się z Józefą z Różańskich. Uczestniczył w powstaniu styczniowym, po którego upadku aktywnie zaangażował się w działalność niepodległościową. Po zetknięciu się z działalnością socjalistów przyłączył się do nich i po przystąpieniu do gminy socjalistycznej zaczął współtworzyć kółka socjalistyczne wśród zwyczajnych robotników fabrycznych. Dnia 28 lutego 1880 został aresztowany na zebraniu kółka socjalistycznego w mieszkaniu Konstantego Podbielskiego, później został zwolniony pod nadzór policji. Mocą rozporządzenia carskiego z dnia 1.04.1881 został skazany na dwa miesiące aresztu. Z początkiem roku 1881 został powtórnie oskarżony o udział w propagandzie socjalistycznej i o należenie do tzw. gminy socjalistycznej i uwięziony w X Pawilonie Cytadeli Warszawskiej. Mocą rozporządzenia carskiego z dnia 13.01.1882 r. został skazany na wysłanie do Zachodniej Syberii pod jawny dozór policji na przeciąg trzech lat. Po odcierpieniu tej kary wrócił do Warszawy na podstawie świadectwa wystawionego dnia 25.02.1885 roku przez tzw. isprawnika itimskiego.
Po powrocie przyłączył się do działaczy I Proletariatu.
Dnia 31 maja 1885 roku na podstawie rozporządzenia Ministra Spraw Wewnętrznych Mateuszowi Błażejewskiemu został wzbroniony pobyt w Królestwie Kongresowym.
W roku 1886 został znowu aresztowany w Warszawie i jako oskarżony z § 318 K.K. (Ułożenija o nakazanijach) był więziony w X Pawilonie Cytadeli Warszawskiej od dnia 29.10.1886 do dnia 31.12.1886 roku. Wielokrotnie aresztowany zyskał niepospolity autorytet, ponownie skazany musiał opuścić granice Królestwa Polskiego, był jednym ze współtwórców Polskiej Partii Socjalistycznej. Po kolejnym wyroku został skazany na sześć lat zesłania na Syberii Wschodniej. Przebywając w Rosji zetknął się z Włodzimierzem Leninem. Zmarł, nie powróciwszy do Polski.

## Literatura dodatkowa
- Leon Wasilewski i Maksymiljan Meloch: Błażejewski Maciej. W: Polski Słownik Biograficzny. T. 2: Beyzym Jan – Brownsford Marja. Kraków: Polska Akademia Umiejętności – Skład Główny w Księgarniach Gebethnera i Wolffa, 1936, s. 130–131. Reprint: Zakład Narodowy im. Ossolińskich, Kraków 1989, ISBN 83-04-03291-0.